# Победім
Победім (словац. Pobedim) — село, громада округу Нове Место-над-Вагом, Тренчинський край, Словаччина. Кадастрова площа громади — 8.61 км².
Населення 1157 осіб (станом на 31 грудня 2020 року).
Біля села протікає річка Дубова.

## Історія
Победім згадується 1355 року.

## Населення
| Рік:            | 1994. | 2004.   | 2014.   | 2024.   |
| --------------- | ----- | ------- | ------- | ------- |
| Кількість осіб: | 1231  | 1218    | 1177    | 1111    |
| Різниця:        |       | -1,05 % | -3,36 % | -5,60 % |

| Рік:            | 2023. | 2024.   |
| --------------- | ----- | ------- |
| Кількість осіб: | 1128  | 1111    |
| Різниця:        |       | -1,50 % |